# Paulette Isaïa
Paulette Isaïa, née le 26 novembre 1911 à Veynes dans les Hautes-Alpes, en France, morte le 27 octobre 2012 à Marseille (4e arrondissement) dans les Bouches-du-Rhône, est une dessinatrice industrielle, syndicaliste, officier dans la Résistance et militante communiste française.

## Biographie
Paulette Milhaud naît dans les Hautes-Alpes, à Veynes, le 26 novembre 1911. Son père est contrôleur des contributions, sa mère est couturière. Elle est l'aînée de leurs cinq enfants.
Elle effectue des études jusqu'au brevet supérieur, puis devient dessinatrice industrielle à Marseille. Elle épouse un instituteur, André Isaïa, à Marseille le 19 décembre 1935.
Paulette Isaïa est syndiquée à la CGT et déléguée au comité d'entreprise. Elle entre au Parti communiste en 1936 et y devient responsable du travail auprès des femmes. Elle milite également pour la paix, dans le mouvement Amsterdam-Pleyel, à la direction départementale du Comité mondial des femmes contre la guerre et le fascisme, et prend part à des actions en faveur des Républicains espagnols.
Lorsque le Parti communiste français est interdit en 1939, elle entre dans le militantisme clandestin. Elle distribue des tracts et participe à des manifestations. Mais elle est arrêtée à Marseille le 19 octobre 1940, en même temps que 70 autres membres du parti. Incarcérée pendant plusieurs mois, elle est inculpée comme ses camarades pour participation à une organisation clandestine, et reçoit le chef d'accusation supplémentaire d'« atteinte à la sûreté de l'État ». Le procès a lieu en mai 1941, Paulette Isaïa est acquittée mais envoyée en résidence surveillée à Lambesc entre Aix-en-Provence et Salon-de-Provence,.
En 1942, les Allemands envahissent la zone Sud. Apprenant que le maire de Lambesc cherche à prendre contact avec la Résistance, Paulette Isaïa et quelques autres vont le trouver pour lui proposer d'unir leurs forces. Les armes parachutées par les Anglais sont cachées en attendant la formation d'un maquis, qui s'organise en juin. Les résistants volontaires se regroupent sur le plateau Sainte-Anne et le plateau de Cèze. 
Paulette Isaïa est chargée de la liaison avec la direction régionale des FTP. Le maquis est attaqué par les Allemands peu après sa formation ; avec son mari et quelques autres, elle rejoint Châteaurenard et Le Puy-Sainte-Réparade, et y forment un nouveau groupe de résistance. Ils harcèlent les Allemands, et Paulette Isaïa transporte le matériel et répand dans la région les piles de tracts à distribuer,. 
Dans les combats de juillet 1944 pour la libération d'Arles, et en août suivant, elle dirige le service administratif de la Résistance dans le secteur,. Elle est officier, avec le grade homologué d'aspirant.
Après la guerre, elle reprend son activité professionnelle est ses activités de militante,. Elle milite au sein des organisations féminines, avec le Mouvement de la Paix et le Parti communiste ; elle est membre de la direction départementale de l'Union des femmes françaises, et participe à divers congrès comme le congrès mondial de la paix en 1949.
Elle meurt le 27 octobre 2012 à Marseille dans le 4e arrondissement.